# Ganguilus pallescens
Ganguilus pallescens is een insect uit de familie van de mierenleeuwen (Myrmeleontidae), die tot de orde netvleugeligen (Neuroptera) behoort. 
Ganguilus pallescens is voor het eerst wetenschappelijk beschreven door Navás in 1912.